# Borum Eshøj

Borum Eshøj

Der Borum Eshøj gehört zu den großen Grabhügeln der Bronzezeit im dänischen Jütland. Die drei zu Baumsärgen verarbeiteten Eichenstämme wurden etwa um 1400 v. Chr. gefällt. Die Inhalte eines Frauen- und zweier Männergräber gehören zu den weltweit besterhaltenen Textilfunden der dän. „Højfolket“ genannten Kultur der Bronzezeit.
Der etwa neun Meter hohe Hügel am Bakkevej in Borum nordwestlich von Århus hatte 38 m Durchmesser und liegt 100 m über dem Meer, eine für Dänemark ungewöhnliche Höhe. Heute gibt es nur noch wenige solcher Großhügel (dänisch Storhøj). Ausgrabungen haben den steilen Hügel soweit reduziert, dass nur ein Kernhügel von etwa 19 m Durchmesser und 6,0 m Höhe blieb bzw. restauriert wurde. Mehrere umliegende Hügel verschwanden fast vollständig, weil sie überpflügt wurden. Auf der Hochebene um den Borum Eshøj sind rund 40 Grabhügel bekannt.

Borum Eshøj
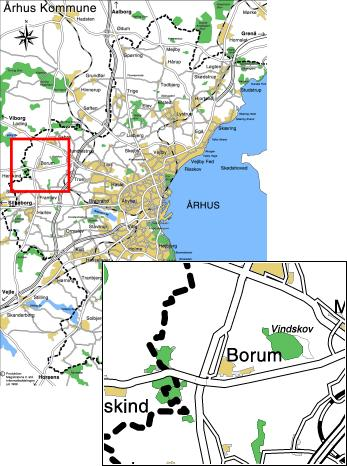
Lage
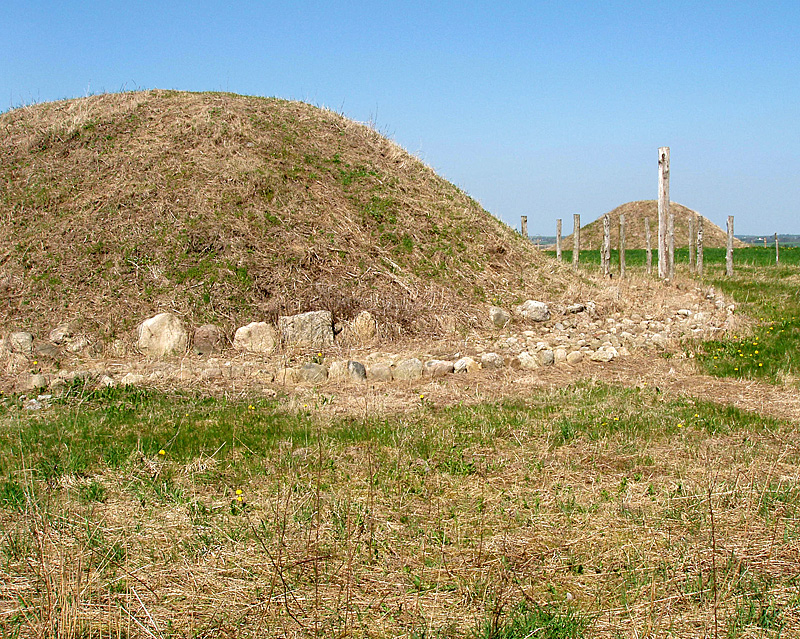
Rekonstruktion des Borum Eshøj
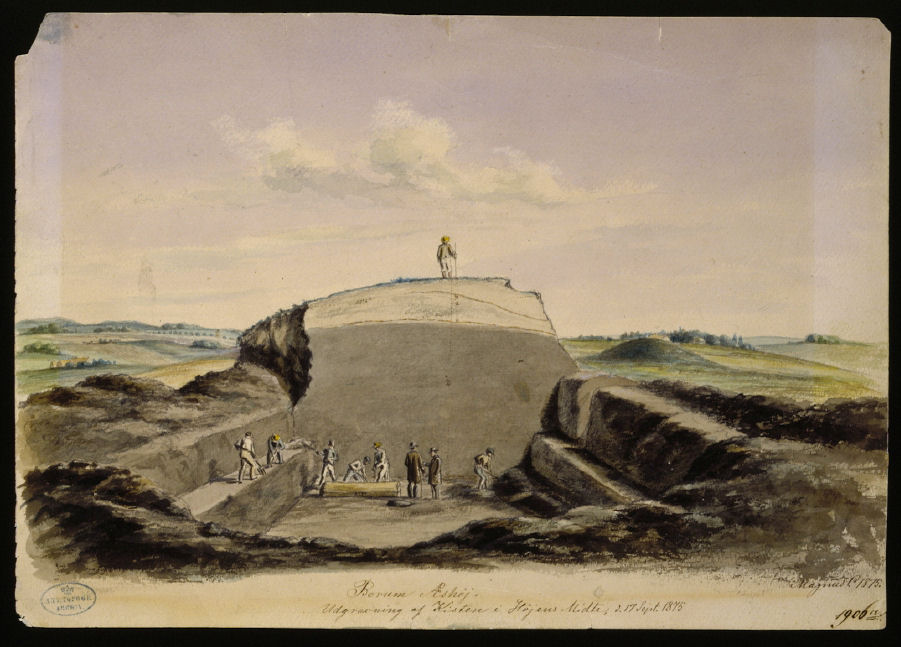
Ausgrabung des Borum Eshøj – Zeichn. J. M. Petersen 1879
Rekonstruierte Frauentracht aus dem Borum Eshøj
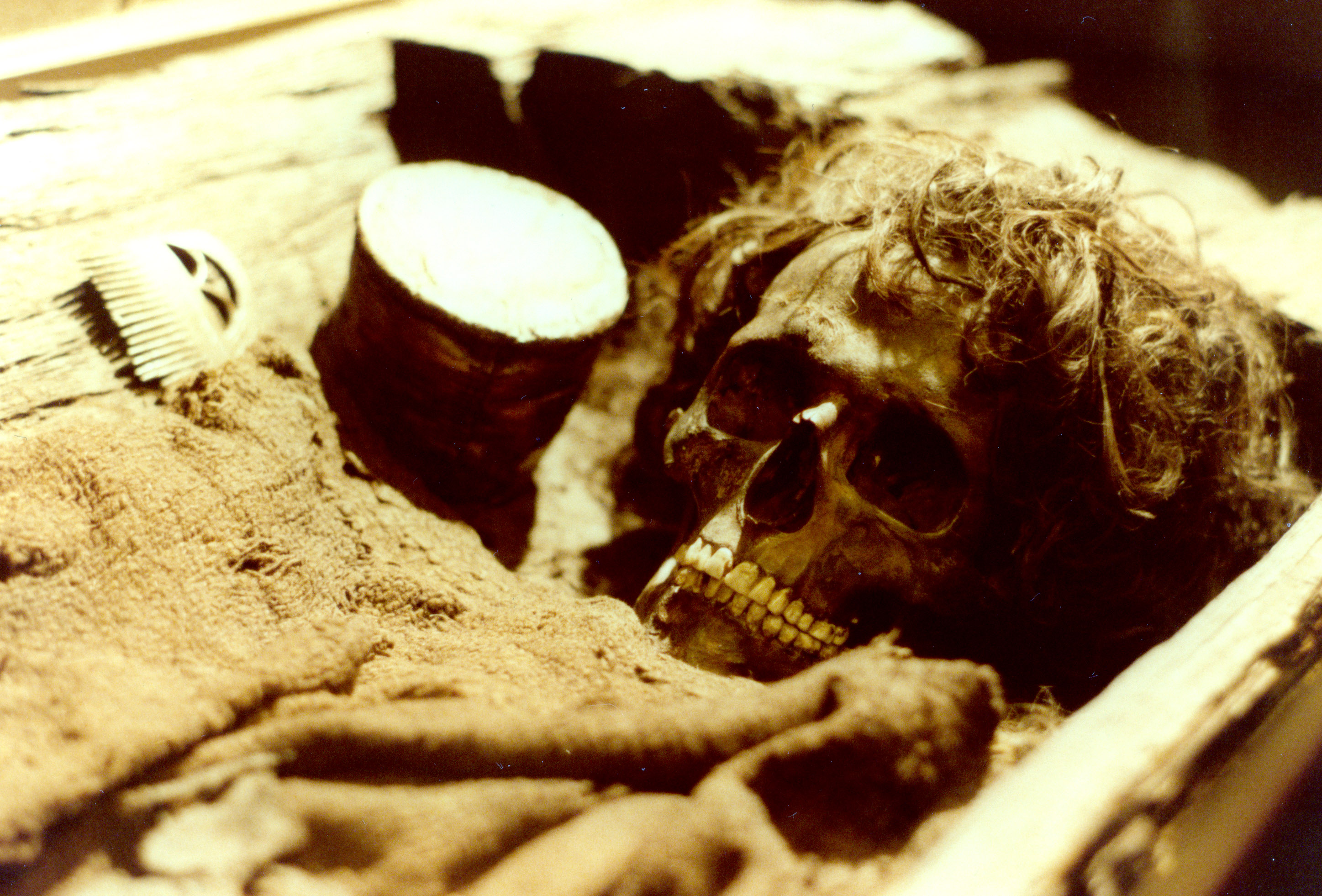
Männergrab

Der erste Fund aus dem Borum Eshøj war ein Bronzeschwert. Es kam zutage, als 1850 beim Abbau von Erde an der Ostseite des Hügels eine Steinkiste freigelegt wurde.

## Die Frau
Im Jahre 1871 wurde der erste Eichensarg mit dem Skelett einer 50- bis 60-jährigen, 157 cm großen Frau mit langen blonden geflochten Haaren gefunden. Das Grab ist nicht von Archäologen geborgen worden. Die Funde überlebten dennoch und kamen über Umwege zum Nationalmuseum. Die Frau wurde im Sarg auf ein Kuhfell gelegt und trug eine Tracht, bestehend aus einer Bluse mit halblangen Ärmeln, einer Haube in Sprangtechnik und langem Wollkleid mit Gürtel. Die Leiche war mit einer großen Decke bedeckt. Die Grabbeigaben bestanden aus: drei Spiralringen, zwei Bronzearmringen, zwei Schmuckplatten, einer Gürtelplatte, einem Bronzedolch, einem Halsring, sowie Knöpfen, Nadeln, einem Kamm und kleinen Tontöpfchen.
Da die Erhaltung des Hügels aufgegeben wurde, entschied sich das Nationalmuseum 1875, einen breiten Graben durch das Hügelzentrum zu ziehen. Dabei wurden zwei weitere Eichensärge und eine Feuerstelle entdeckt. Der erste Eichensarg enthielt einen etwa 20-jährigen, 166 cm großen Mann mit blonden Haaren. Der Sarg war von mehreren Steinkreisen umgeben, die wahrscheinlich rituelle Bedeutung hatten. Der Mann trug Bekleidung und einen großen Umhang mit einem breiten Schwertgehänge über der rechten Schulter. Das Schwert in der Scheide war durch einen kurzen Bronzedolch ersetzt worden. Dem Mann waren als weitere Beigaben eine Trachtnadel, ein Hornkamm, ein Doppelknopf aus Holz und eine kleine Spandose mit Deckel mitgegeben worden. Der Eichensarg wurde auf 1.345 v. Chr. datiert.
Bei der Grabung kam an der Hügelspitze, knapp unterhalb der Grasnarbe, ein kleiner Steinhaufen mit der Feuerstelle einer Brandbestattung mit reichen Grabbeigaben zutage: Ein kleines Bronzeschwert, mit einem mit Golddraht umwickelten Griff, eine mit Golddraht umwickelte Pinzette, ein Rasiermesser mit Goldband und ein vergoldeter Doppelknopf. Die Funde datieren die Feuerstelle zwischen 1.000 und 800 v. Chr.

## Der Mann
Schließlich fand man in der Mitte des Hügels jenen Eichensarg mit dem Leichnam einer 50 bis 60 Jahre alten, männlichen, etwa 170 cm großen Person mit blonden Haaren, für die der Grabhügel ursprünglich errichtet wurde. Der Mann lag auf Rindsleder mit einem Lendenschurz aus Wolle und einem Gürtel um seine Hüften. Der Körper war ummantelt und der Mann trug einen breitkrempigen Hut. Seltsamerweise ist die einzige Grabbeigabe eine Holznadel in einem Etui. Das Datierungsergebnis ist 1.353 v. Chr.
Die Frage, ob die Baumsargtoten miteinander verwandt waren, kann durch zukünftige DNA-Analysen beantwortet werden. Insgesamt dokumentieren die Gräber die Nutzung des Hügels während der Bronzezeit, und die restlichen 1932 unter Schutz gestellten Hügel enthalten zweifellos weitere Gräber.